# Ewuare
Oba („König“) Ewuare (Ewuare der Große) war der bedeutendste Herrscher in der Geschichte des westafrikanischen Königreichs Benin. Der Name Ewuare (Oworuare) soll so viel bedeuten wie „Die Unruhe ist vorüber/Der Krieg ist vorbei“. Er bezieht sich darauf, dass unter Ewuares Herrschaft eine Epoche des Wiederaufbaus und des Friedens nach den kriegerischen Auseinandersetzungen innerhalb Benins von 1435 bis 1440 n. Chr. begann.
Ewuare herrschte von 1440 bis 1473, nach anderen Quellen bis 1480. Seine Regentschaft bezeichnet den Beginn einer Konsolidierung der Königsmacht. Durch seine Reformen wurden die Grundlagen dafür gelegt, dass sich das Königreich Benin im 15. und 16. Jahrhundert zu einem der führenden Staaten Westafrikas entwickelte. Ewuare hat die Grenzen Benins zudem erheblich erweitert und durch Wegebau die Infrastruktur des Reiches erheblich verbessert. Gegen Ende seiner Herrschaft kam Benin in Kontakt mit portugiesischen Händlern, was eine erhebliche Vermehrung seines Wohlstandes und die Einführung neuer Waffen wie etwa der Armbrust zur Folge hatte.
Oba Ewuare wird als Begründer des Igue-Fests angesehen, das noch heute im nigerianischen Bundesstaat Edo, dem Kerngebiet Benins, gefeiert wird.